# Risswachstum
Mit Risswachstum oder Rissausbreitung wird der Prozess bzw. Vorgang im Werkstoff eines Bauteils beschrieben, bei dem ein oder mehrere Risse wachsen.
Das Risswachstum erfolgt durch Materialtrennung (Bruch) und führt bei Erreichen entsprechender Risslängen zum Versagen des Bauteils. Der zeitliche und räumliche Verlauf der Rissausbreitung ist deshalb von besonderem Interesse, um die Lebensdauer von Bauteilen zu bewerten.
Die Analyse und Vorhersage des Risswachstums ist Aufgabe der Bruchmechanik.

## Arten
Ein im Material bestehender Riss kann sich je nach zur Verfügung stehender Energie auf unterschiedliche Art ausbreiten.
- Stückweiser Rissfortschritt bei stetiger Energiezufuhr wird als unterkritische bzw. stabile Rissausbreitung bezeichnet und kommt hauptsächlich durch Materialermüdung vor. Dabei ist der Riss die größte Zeit der Bauteillebensdauer in diesem Stadium ein Haarriss.
- Steht allerdings genügend Energie zur Verfügung, so breitet sich der Riss mit enormer Geschwindigkeit aus, was überkritische bzw. instabile Rissausbreitung genannt wird. Der Widerstand eines Werkstoffs hiergegen heißt Bruchzähigkeit.

## Messung und Modellierung

Risswachstumskurve für einen Makroriss unter zyklischer Beanspruchung (Risswachstumsgeschwindigkeit da/dN als Funktion der Schwingbreite des Spannungsintensitätsfaktors ΔK)

Die Beschleunigung des Risses aus der Ruhelage kann dabei als sprichwörtlich angesehen werden, wie dies in der schematischen Darstellung eines Ermüdungsexperimentes zu sehen ist.
In diesem Diagramm ist die Rissfortschrittsgeschwindigkeit über der Schwingbreite des Spannungsintensitätsfaktors für einen metallischen Werkstoff doppelt-logarithmisch aufgetragen. Diese Kurve wird im load stepping-Verfahren bestimmt, indem eine CT-Probe (Compact Tension, die Standardprobe in der Bruchmechanik) mit gezielt eingebrachtem Riss stufenweise von einer Belastung kurz unterhalb der kritischen Spannungsintensität {\displaystyle \Delta K_{\mathrm {c} }} mit jeweils geringerer Amplitude belastet und die Rissfortschrittsgeschwindigkeit gemessen wird.
Unterhalb eines Schwellwertes (threshold) {\displaystyle \Delta K_{\mathrm {0} }} bzw. {\displaystyle \Delta K_{\mathrm {th} }} ist an einem vorhandenen, langen Riss keine Ausbreitung messbar. Oberhalb dieses Wertes steigt die Rissgeschwindigkeit stetig an (Bereich 1), und die Kurve mündet in einen Bereich exponentiellen Zusammenhangs der Rissfortschrittsgeschwindigkeit mit der Belastungsamplitude (Bereich 2); dieser Bereich kann mit Hilfe des Paris-Gesetzes beschrieben werden. Bei weiterer Zunahme der Schwingbreite der Spannungsintensität beschleunigt der Riss immer weiter (Bereich 3), bis er bei {\displaystyle \Delta K=\Delta K_{\mathrm {c} }} mit der vorhandenen Energie innerhalb eines Belastungszyklus' durch die Probe wandert, sich also überkritisch mit Schallgeschwindigkeit ausbreitet.

## Verwandte Themen
- Afgrow – Eine Software zur Simulation von Bruchvorgängen
- High Frequency Impact Treatment – Verfahren zur Lebensdauerverlängerung von Schweißkonstruktionen